# Колонизация на Луната
Колонизация на Луната – заселването на Луната от човека, е както предмет на научната фантастика, така и на реални планове по строителството на Лунна обитаема база.

## Луната във фантастиката
Постоянното присъствие на човека на друго небесно тяло (отвъд пределите на Земята) много отдавна е постоянна тема в научната фантастика.

## Реалност
Бурното развитие на космическата техника позволява да се каже, че колонизацията на космоса – е напълно достижима и оправдана цел. Заради своята близост до Земята (на три дни полет) и достатъчно добре изучен ландшафт, Луна много отдавна се разглежда като кандидат за място на създаване на човешка колония. Съветската програма „Луна“ и „Луноход“, и последвалата я американска програма „Аполо“ демонстрирали практическата осъществимост на полет до Луната (които доказали високата цена на проекта), в същото време охладили ентусиазма за създаване на лунна колония. Това било породено от факта, че анализа на образците лунна почва, доставени от космонавтите, са показали много ниско съдържание на леки елементи, необходими за животоподдръжка.
Независимо от това, с развитието космонавтиката и поевтиняването на космическите полети, Луна представлява изключително привлекателен обект за колонизация. За учените лунната база е уникално място за провеждане на научни изследвания в областта на: планетологията, астрономия, космологии, космическа биология и други дисциплини. Изучаването на лунната кора може да даде отговори на важни въпроси за образуването и еволюцията на Слънчева система, системата Земя – Луна, появяването на живота. Отсъствието на атмосфера и ниската гравитация позволяват да се построят на лунната повърхност обсерватории, оборудвани с оптически и радиотелескопи, способни да получат много по детайлни и ясни изображения на отдалечените области на Вселената, отколкото това е възможно на Земята, а обслужването и модернизирането на такива телескопи много по-лесно от орбиталните обсерватории.
Луна притежава разнообразни полезни изкопаеми, в това число и ценни за промишлеността метали – желязо, алуминий, титан; освен това, в повърхностния слой на лунната почва, (реголит), се съдържа редкият на Земята изотоп хелий 3, който може да бъде използван в качеството на гориво за перспективния термоядрен реактор. Разработват се методи за промишлено получаване метали, кислород и хелий-3 от реголит, и намирането на залежи от воден лед.
Дълбокият вакуум и наличието евтина слънчева енергия откриват нови хоризонти за електроника, металургичното производство, металообработка и материалознанието. Фактически условията за обработка на металите и създаването на микроелектронни устройства на Земята са по-малко благоприятни заради голямото количество свободен кислород в атмосферата, който влошава качеството на леене и заваряване, което прави невъзможно получаването на свръхчисти сплави и микрочипове в големи количества. Също така представлява интерес преместването на Луната на вредните и опасни производства.
Благодарение на своят впечатляващ ландшафт и екзотичност тя изглежда като вероятен обект за космически туризъм, който може да привлече значителни количества средства за нейното усвояване, както и да допринесе за популяризирането на пътуване в космоса, какво и да осигури приток на хора за разработване на лунната повърхност. Космическият туризъм ще изисква някои инфраструктурни решения. Развитие на инфраструктурата, от своя страна ще насърчи по-мащабно навлизане на човечеството на Луната.

## Вода
На повърхността на Луната (мисии Дийп Импакт, Касини (КА), Чандраян-1) и под нейната повърхност (мисия LCROSS) в района на полюсите е намерена вода във вид на лед, количеството и силно зависи от осветеността от Слънцето. Наличието на вода е изключително важно за потенциалната лунна база.

## Проблеми
Продължителното присъствие на човека на Луната ще изисква решаването на редица проблеми. Атмосферата на Земята и магнитно поле задържа голяма част от слънчевата радиация. В атмосферата изгарят множество микрометеорити и по този начин не могат да достигнат до повърхността.
На Луната без решаване на радиационния и метеоритния проблем е невъзможно създаването на условия за нормална колонизация. По време на слънчевите изригвания се създава поток протони и други частици, който представляват опасност за космонавтите. Тези частици притежават не много голяма проникваща способност, и защитата от тях е решим проблем. Скоростта им е ниска, което означава, че имат време за да се скрият в антирадиационите укрития. Много по-голям проблем представлява силното рентгеново лъчение. Разчетите показват, че астронавт след 100 часа на повърхността на Луната е вероятността е 10 % да получи опасна за здравето доза (0,1 Грея). В случай на слънчево изригване опасна доза може да получи в рамките на няколко минути.
Отделен проблем представлява лунният прах. Лунният прах се състои от остри частици (защото няма изглаждащ ефект от ерозия), които притежават електростатичен заряд. В резултат на това лунният прах прониква навсякъде и, притежавайки абразивно действие, намалява срока на работа механизмите. А попадайки в белите дробове става опасен за здравето на човека.
Комерсиализацията все още не е очевидна. Необходимостта от големи количества хелий-3 още отсъства. Науката още не е постигнала контрол над термоядрената реакция. Многообещаващ проект към този момент (края на 2011 г.) е големият международен експериментален реактор ITER, строителството на който се предполага, че ще завърши към 2018 година. След това ще последват около двадесет години експерименти. Промишленото използване на термоядрения синтез се очаква не по-рано от 2050 година при най-оптимистичните прогнози. Затова, до настъпването на тези времена добива на хелии-3 не ще представлява промишлен интерес. Космическият туризъм също не може да се нарече движеща сила при усвояването на Луната, доколкото необходимите на този етап вложения не могат да се възвърнат в разумни срокове, което показва опита от космическия туризъм на МКС, доходите от когото не покриват и в малка степен загубите на съдържание станцията.